# Mohammed Deif
Mohammed Deif (oppure Muḥammad Ḍayf, in arabo محمد ضيف ‎?; nato Muḥammad al-Maṣrī in arabo محمد المصري‎?; Khan Yunis, 12 agosto 1965 – Khan Yunis, 13 luglio 2024) è stato un miliziano palestinese, comandante delle Brigate ʿIzz al-Dīn al-Qassām, il braccio armato di Hamas nella Striscia di Gaza.
Masri entrò a far parte di Hamas nel 1987 e divenne noto come Mohammed Deif, che in lingua araba significa «l'Ospite», forse in riferimento allo stile di vita erratico da lui adottato per evitare di essere preso di mira. Durante gli anni Novanta e all'inizio degli anni 2000, pianificò diversi attentati suicidi, tra cui quelli sugli autobus di via Giaffa, a Gerusalemme, del 1996. Divenne comandante supremo delle Brigate al-Qassam nel 2002, dopo che Israele ebbe assassinato Salah Shahada. Da allora sviluppò le capacità militari dei miliziani, trasformandoli da un aggregato di cellule amatoriali a una rete di unità militari organizzate. Ideò la strategia del gruppo di combinare attacchi missilistici su Israele con la guerra nei tunnel.
Dal 1995 fu l'uomo «più ricercato» dall'IDF per le uccisioni di soldati e civili israeliani. Fu arrestato dall'Autorità Nazionale Palestinese su richiesta di Israele nel 2000 per poi riuscire a scappare mesi dopo. Fu bersaglio di almeno sette omicidi mirati da parte di Israele dal 2001, ai quali sopravvisse riportando menomazioni fisiche, avendo perso anche un occhio e, come poi ipotizzato seppur senza certezza, anche le gambe. La moglie, il figlio neonato e sua figlia di tre anni furono uccisi in un attacco aereo israeliano nel 2014.
Nel 2023 pianificò l'attacco del 7 ottobre guidato da Hamas contro Israele che diede inizio alla guerra tra Israele e Hamas in quello stesso anno. A causa del suo ruolo nei massacri di civili svoltesi in tale occasione e nella presa di ostaggi (e nei crimini da essi subiti a Gaza come stupri e violenze sessuali), nel maggio 2024 il procuratore capo della Corte penale internazionale (CPI) chiese il suo arresto assieme agli altri capi di Hamas Yahya Sinwar e Isma'il Haniyeh per crimini di guerra e crimini contro l'umanità. Il 16 gennaio 2024 Deif venne aggiunto alla lista dei terroristi redatta dal Consiglio della UE.
Il 1º agosto 2024 l'esercito israeliano ne annunciò la morte a seguito di un'azione militare in un sobborgo di Khan Yunis del 13 luglio precedente. Nei mesi successivi, Hamas continuò tuttavia a negare la sua morte sostenendo invece che fosse ancora vivo. Tuttavia, il 30 gennaio 2025 il portavoce delle Brigate Ezzedin al-Qassam, Abu Obaida, confermò in via ufficiale la sua morte, presumibilmente avvenuta nell'attacco israeliano del luglio 2024.

## Biografia
Mohammed Diab Ibrahim al-Masri nacque il 12 agosto 1965 nel campo profughi di Khan Younis, nel sud della Striscia di Gaza in una famiglia originaria di al-Qubeiba, vicino a Ramleh, che dovette fuggire (o fu espulsa) dalle milizie sioniste durante la guerra di Palestina del 1948. Secondo lo Shin Bet, suo padre o suo zio parteciparono a sporadici raid in Israele condotti da militanti palestinesi negli anni Cinquanta.
Sebbene non si sappia molto dei suoi primi anni di vita e dei suoi studi, secondo quanto riferito dovette abbandonare temporaneamente la scuola per sostenere la famiglia dal reddito molto basso, lavorando con suo padre in una tappezzeria e in seguito avviando un piccolo allevamento di pollame, riuscendo comunque a studiare presso l'Università islamica di Gaza e a laurearsi in chimica nel 1988.
Durante gli anni universitari si appassionò al teatro, fondando una compagnia teatrale chiamata The Returners, in riferimento ai profughi palestinesi desiderosi tornare nelle terre in cui vivevano prima della nakba interpretandovi numerosi ruoli, compresi quelli di personaggi storici.

### Adesione alla lotta armata
Deif si unì ad Hamas nel 1987 poche settimane dopo la sua fondazione durante la Prima Intifada, per poi essere arrestato dalle autorità israeliane nel 1989 a causa del proprio coinvolgimento con l'organizzazione. Dopo 16 mesi di detenzione, fu rilasciato durante uno scambio di prigionieri, contribuendo subito dopo a fondare le Brigate Izz ad-Din al-Qassam, il braccio armato di Hamas.
Deif fu ideologicamente vicino a Emad Akel e Yahya Ayyash, assassinati da Israele rispettivamente nel 1993 e nel 1996. Apprese come fabbricare bombe da Ayyash e durante gli anni Novanta e l'inizio degli anni 2000 fu la mente di una serie di attentati suicidi, compresi gli attentati agli autobus di via Giaffa del 1996, a Gerusalemme. Supervisionò anche i rapimenti e le successive uccisioni dei soldati israeliani Shahar Simani, Aryeh Frankenthal e Nachshon Wachsman negli anni '90.
Su richiesta d'Israele, nel maggio del 2000 Deif fu arrestato dall'Autorità Nazionale Palestinese ma riuscì a fuggire a dicembre dello stesso anno grazie all'aiuto di alcune delle guardie.

### Capo delle Brigate al-Qassam
Deif divenne il comandante delle Brigate al-Qassam dopo che Israele assassinò Salah Shahada nel luglio 2002. Tra luglio 2006 e novembre 2012, il comando effettivo fu esercitato dal vice di Deif, Ahmed Jabari, dopo che Deif fu gravemente ferito in un tentativo di omicidio israeliano il 27 settembre 2002. Nonostante i rapporti iniziali parlassero della sua morte, un funzionario israeliano ammise invece che Deif riuscì a sopravvivere, riuscendo a scampare a numerosi tentativi di eliminazione israeliani, che tuttavia gli causarono gravi handicap: la perdita di un occhio e forse anche degli arti inferiori. Il 19 agosto 2014 a seguito di un raid israeliano sulla sua abitazione, furono uccisi la moglie, il figlio neonato e la figlia di tre anni.
A Deif venne tuttavia riconosciuta la capacità di aver trasformato le Brigate al-Qassam da un gruppo di cellule amatoriali in unità militari organizzate, descritte come un «esercito», in grado di invadere Israele. La sua strategia militare fu soprannominata la strategia «sopra e sotto», basata sull'attacco del territorio israeliano con razzi e sulla costruzione di gallerie sotterranee da utilizzare per infiltrarsi oltre il confine con Israele.

#### Attacco contro Israele del 7 ottobre 2023
Come esponente di spicco delle Brigate al-Qassam, Deif fu coinvolto nella pianificazione dell'attacco a sorpresa contro Israele che dette inizio alla guerra Israele-Hamas, attacco che iniziò a pianificare in vista della crisi israelo-palestinese del 2021 e ufficialmente motivata dall'assalto delle forze israeliane alla moschea di al-Aqsa durante il Ramadan. La decisione di lanciare l'attacco fu presa congiuntamente da Deif e Yahya Sinwar, capo di Hamas nella Striscia di Gaza.
Dopo l'attacco, un rapporto della Reuters sostenne che nei due anni precedenti Deif avesse ingannato Israele facendo credere che Hamas non fosse interessata a una ripresa del conflitto. Questa campagna basata sull'inganno comportò la decisione di non partecipare agli scontri tra Israele e la Jihad islamica palestinese nell'agosto 2022 e nel maggio 2023, dando a Israele l'impressione che Hamas «non fosse pronto per una battaglia» e potesse essere contenuto fornendo incentivi economici ai lavoratori di Gaza.
Il giorno dell'attacco Deif tenne un discorso audio, il primo dal 2021, giustificando l'azione come una risposta alla “profanazione” della moschea di al-Aqsa e all'uccisione e al ferimento di centinaia di palestinesi nel 2023. Invitò i palestinesi e gli arabi israeliani a «espellere gli occupanti e demolire i muri». Annunciando l'inizio dell'operazione alluvione al-Aqsa Deif affermò che «alla luce dei continui crimini contro il nostro popolo, alla luce dell'orgia dell'occupazione e della sua negazione delle leggi e delle risoluzioni internazionali, e alla luce del sostegno americano e occidentale, abbiamo deciso di porre fine a tutto questo, affinché il nemico capisca che non può più divertirsi senza essere tenuto a rispondere».
Nel maggio 2024 la Corte penale internazionale (CPI) chiese il suo arresto assieme agli altri capi di Hamas Yahya Sinwar e Isma'il Haniyeh accusandoli di sterminio, presa di ostaggi, stupri e altre forme di violenza sessuale.

## Attentati subiti
Deif entrò nella lista dei ricercati di Israele nel 1995. Ad ottobre 2023 sopravvisse ad almeno sette tentativi di eliminazione israeliani. Il primo attentato alla sua vita avvenne con un attacco aereo nel 2001, prima che assumesse la guida delle Brigate al-Qassam. Israele tentò nuovamente di uccidere Deif nel settembre 2002 colpendo la sua auto. Le riprese video di quel tentativo mostrano Deif coperto di sangue mentre un uomo lo trascina via.
Nel 2003 e nel luglio 2006 Israele tentò nuovamente di ucciderlo colpendo una casa che ospitava una riunione dei vertici di Hamas. Si dice anche che l'attentato del luglio 2006 sia stato un attacco aereo sulla casa di uno dei docenti di Deif all'università mentre Deif era andato a visitarlo.
Nell'agosto 2014, durante la guerra di Gaza del 2014, l'aeronautica israeliana tentò di assassinarlo con un attacco aereo su una casa a Sheikh Radwan, nella città di Gaza. Hamas negò che Deif fosse stato ucciso, cosa confermata dall'intelligence israeliana nel 2015. Nel maggio 2021, durante la crisi israelo-palestinese del 2021, l'esercito israeliano tentò di uccidere Deif due volte in una settimana, ma entrambi i tentativi si rivelarono infruttuosi.
Nell'ottobre 2023, durante la guerra di Gaza, la casa paterna di Deif fu colpita da un attacco aereo israeliano che uccise tre membri della sua famiglia, tra cui il fratello. Non è chiaro se l'attacco avesse come obiettivo Deif.
Secondo alcune fonti, in uno dei sette tentativi di omicidio, quello del 2002, Deif avrebbe perso un occhio e gli arti, lasciandolo costretto su una sedia a rotelle. Dopo il tentativo di omicidio del 2006, Deif trascorse tre mesi in Egitto per curare la sua testa dopo che vi si erano conficcate delle schegge, e da allora fu costretto ad assumere tranquillanti ogni giorno per calmare i dolori. Hamas tuttavia non formì mai particolari sulla sua salute. La sua capacità di sopravvivenza gli valse tra gli avversari israeliani il soprannome di «gatto con nove vite».